# Cristian Irimia
Cristian Irimia (n. 7 iulie 1981 în București) este un fotbalist român, care joacă pentru FC Voluntari.